# Stor kragskivling
Stor kragskivling (Stropharia hornemannii) är en svampart som först beskrevs av Elias Fries, och fick sitt nu gällande namn av S. Lundell & Nannf. 1934. Stor kragskivling ingår i släktet kragskivlingar och familjen Strophariaceae.  Arten är reproducerande i Sverige. Inga underarter finns listade i Catalogue of Life.

## Källor

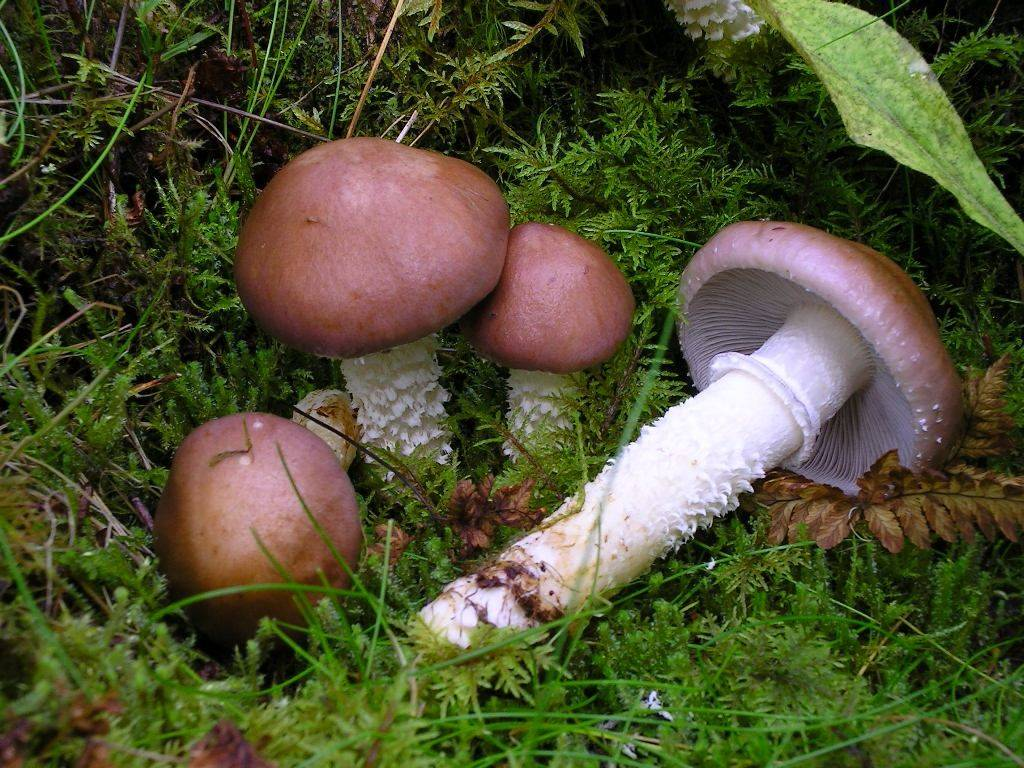
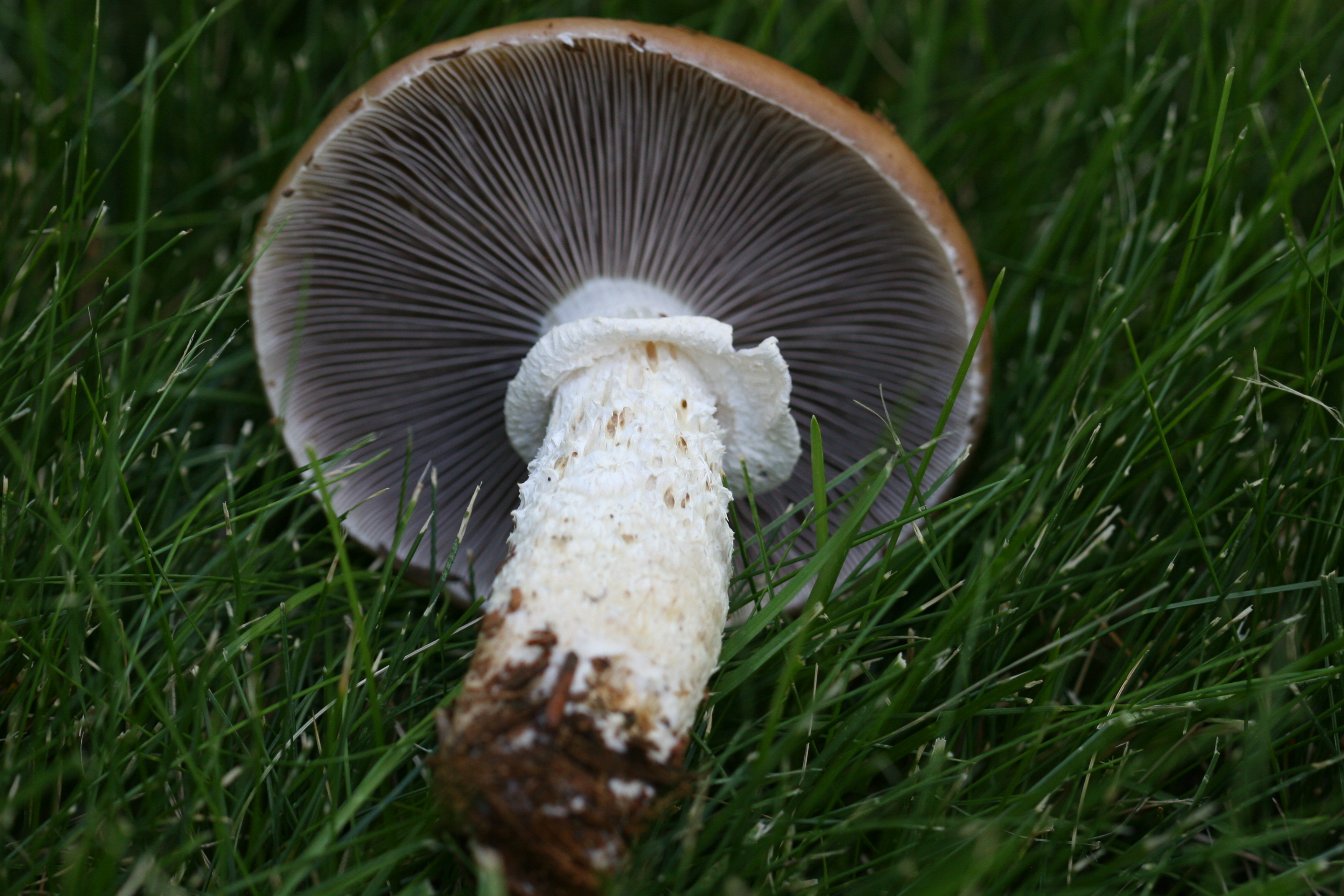
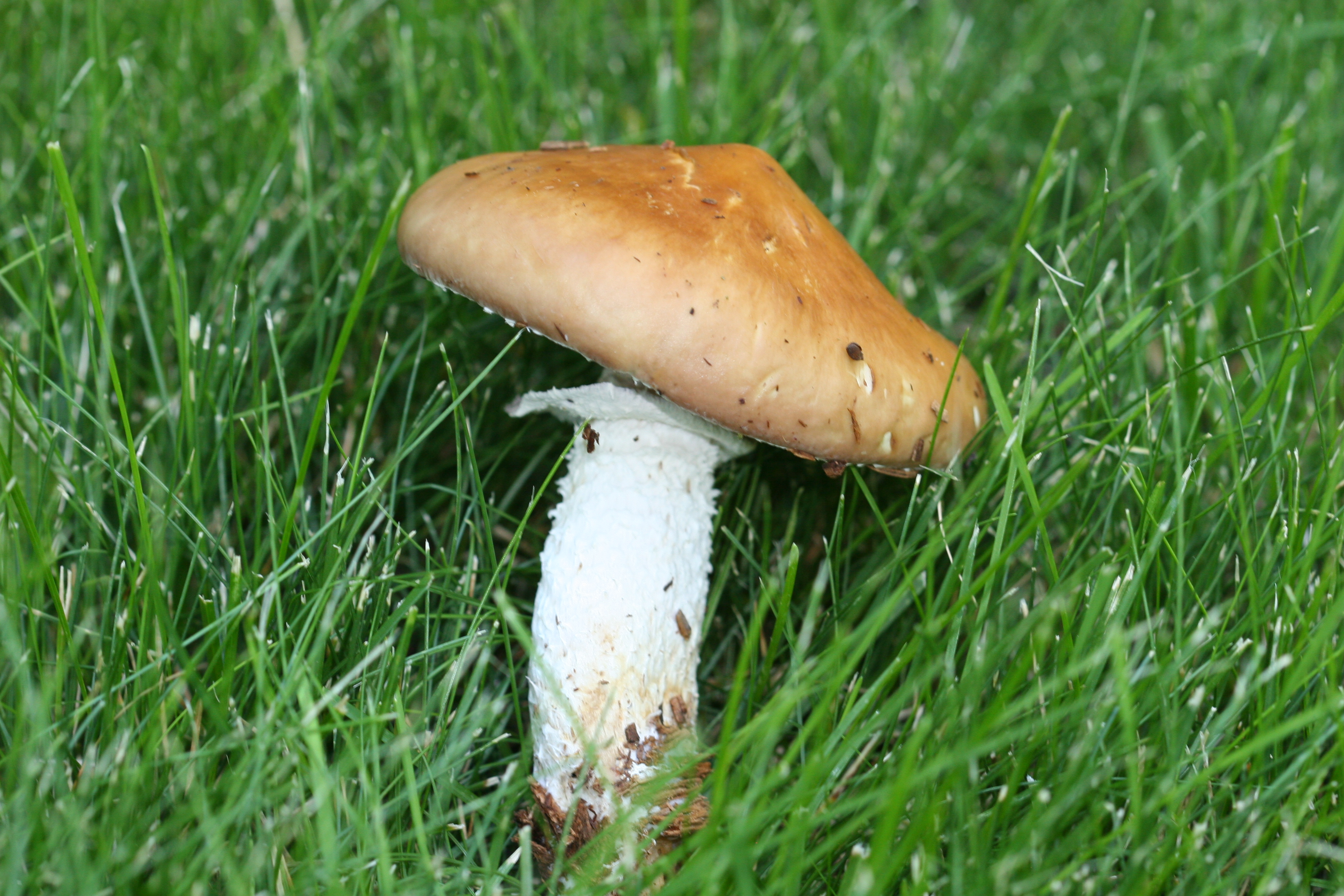
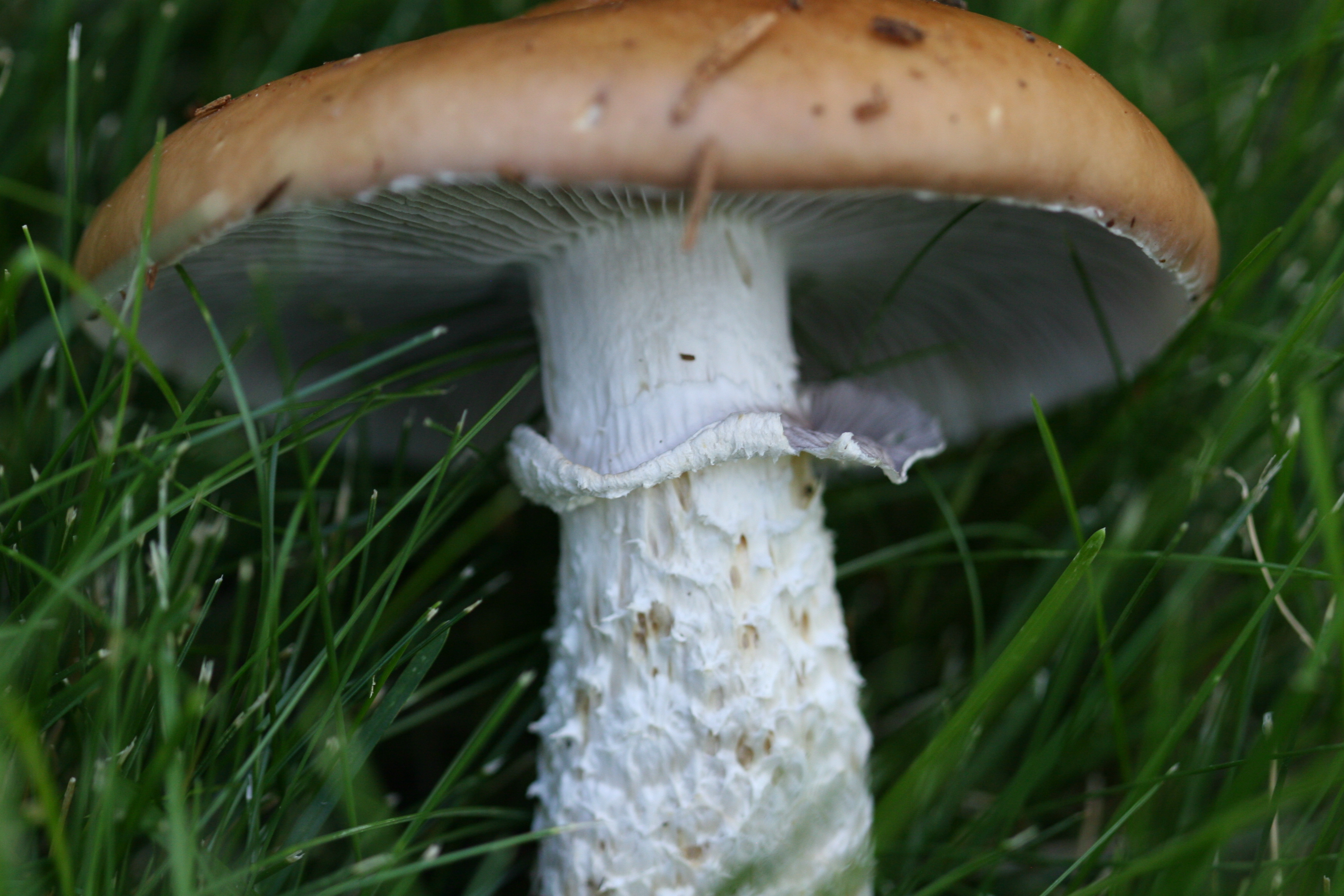